# Philipp I. (Tarent)

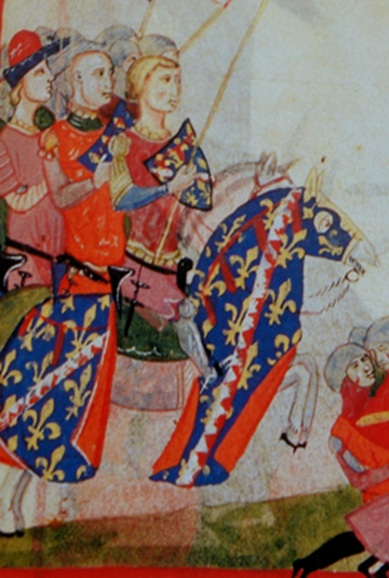
Philipp I. von Tarent

Philipp I. von Tarent (italienisch Filippo d’Angiò; * 10. November 1278; † 24. Dezember 1331 in Neapel) aus dem älteren Haus Anjou war Fürst von Tarent, Albanien, Achaia, Despot von Romania, ab 1313 lateinischer Titularkaiser von Konstantinopel und Gründer der Dynastie Anjou-Tarent.

## Leben

### Herkunft und Jugend

Wappen Philipps I. von Tarent

Philipp gehörte zum Haus Anjou und war der viertälteste Sohn König Karls II. von Anjou und Maria von Ungarn, einer Tochter des Königs Stephan V. von Ungarn. Seine Kindheit verbrachte er im Festlandkönigreich Sizilien, wo er von Etienne de La Forêt erzogen wurde. Am 3. November 1289 ließ Karl II. ihn in die Provence kommen, wo der König im Juni 1291 dem Fürsten von Achaia, Florenz von Hennegau und Pierre de l’Isle beauftragte die Ehe zwischen Philipp und Thamar Angelina Komnene, die Tochter von Nikephoros I. Komnenos Dukas, dem Despoten von Epirus, und seiner zweiten Ehefrau Anna Palaiologina Kantakouzini, einer Nichte des byzantinischen Kaisers Michael VIII. Palaiologos, auszuhandeln. Um die Hochzeit attraktiver zu machen, schlug Karl II. die Möglichkeit vor, dem Sohn das Fürstentum Tarent zu übertragen; Thamar dagegen hätte als Mitgift ein Drittel des Despotats Epirus erhalten.

### Philipps erste Ehe
Nach langen und komplizierten Verhandlungen kam es Ende des Jahres 1293 zu einer Einigung. Am 16. Dezember 1293 erhielt Philipp von seinem Vater das auf seine Nachkommen übertragbare Fürstentum Tarent mit Zentrum Tarent als Lehen sowie weitere Orte, wie Matera, Laterza, Ostuni, Oria, Nardò, Torre di Mare, Ugento, Rufiano, Oratino, Motonato, Allano, Gallano, San Benedetto, Marigliano und weite Teile der Grafschaft Acerra. Am 4. Februar 1294 wurde Philipp zum Ritter geschlagen und im Juli des Jahres der endgültige Ehevertrag unterzeichnet. Thamars Mitgift umfasste die Burgen von Nafpaktos, Vonitsa, Euloco, Angelocastro und Ioannina. Die eine Hälfte von Epirus sollte, falls Despot Nikephoros vor seiner Frau sterben würde, gleich an Philipp fallen, die andere Hälfte erst nach dem Tod der Despina Anna, der Mutter der Braut. Somit wurde deren Sohn Thomas aus der Erbfolge ausgeschlossen.

Das Fürstentum Achaia auf Morea und das Herzogtum Athen im Lateinischen Kaiserreich nach dem 4. Kreuzzug 1204

Als Karl II. sich mit seinem ältesten Sohn Karl Martell in die Abruzzen begeben musste, um den neuen Pontifex Coelestin V. zu treffen, wurde Philipp am 12. Juli 1294 zum Generalvikar des Königreiches ernannt. Am 13. August 1294 übertrug ihm sein Vater die Suzeränität über Achaia, Athen und Albanien, die angevinischen Rechte und Ansprüche auf Thessalien und Romania, sowie die angiovinischen Besitzungen Korfu und Buthroton gegen einen Jahreszins von „sechs Sammetgewändern“; Karl behielt jedoch für sich selbst die oberste Herrschaftsgewalt. Damit war Philipp Lehnsherr über alle fränkischen Herrschaften in Romania und einer der mächtigsten Feudalherren des Reiches mit einer jährlichen Einnahmen von 2000 Unzen Gold. Den Titel eines Königs von Albanien nahm er hingegen nicht an, er nannte sich lediglich „Despot von Romania und Herr des Königreichs Albanien“. Die Hochzeit von Philipp und Thamar Anfang September 1294 in Neapel beendete die erste Phase des Projekts der Gründung einer vom Königreich Sizilien abhängigen Feudaldomäne auf beiden Seiten des Ionischen Meeres. Am 6. September ernannte Philipp Guido de Charpigny, Baron von Vostitsa, zu seinem Mandatar und Baili, um von der Mitgift Besitz zu ergreifen.

### Vesperkriege  (1282–1302)

Das Königreich Sizilien um 1154

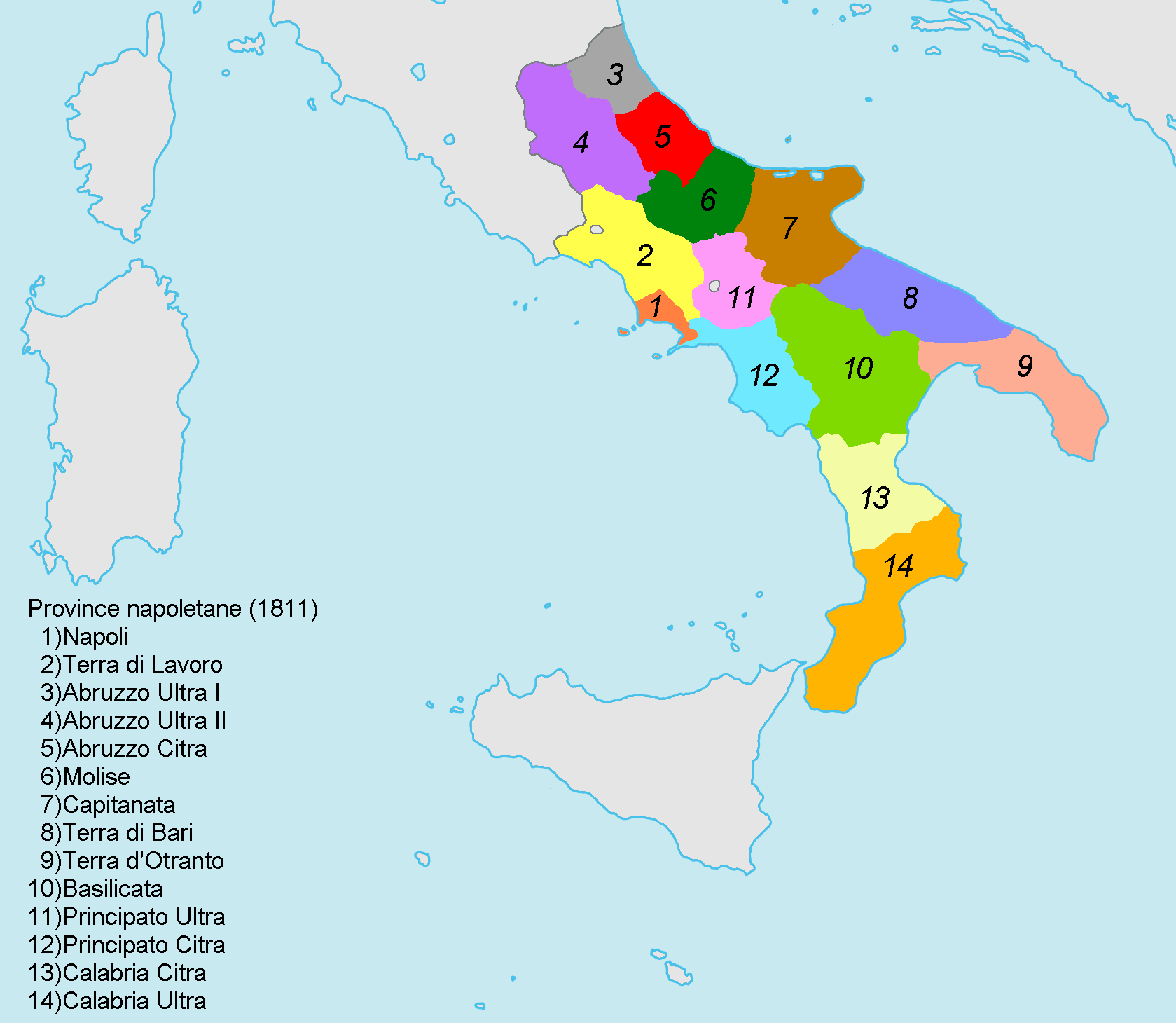
9 – Terra d’Otranto, 8 – Terra di Bari, 7 – Capitanata

In den Jahren 1294 und 1295 bekleidete Philipp in Abwesenheit seines Vaters das Amt des Vikars des Königreiches. Erst im Jahr 1299, als die Sizilianischen Vesperkriege ihren Höhepunkt erreicht hatten, erhielt Philipp die Möglichkeit, auf politischer und militärischer Ebene autonom zu handeln. Im Zusammenhang mit dem Streit zwischen den spanischen Aragoniern und den französischen Anjou um den sizilianischen Thron, erhielt Philipp im Juni 1299 den Befehl, sich mit einer Flotte von 40 Galeeren nach Catania zu begeben, das kurz zuvor von vereinten angevinisch-aragonesischen Truppen (Robert von Anjou und Friedrich III. von Aragón gegen dessen Bruder Jakob II.von Aragón) erobert worden war, um dem Anführer der Anjou, seinem älteren Bruder Robert von Anjou, Verstärkung zu bringen. Mit den vereinten Truppen sollten die Brüder gegen den König von Sizilien, Friedrich III., ziehen, der sich mit seiner Armee in der Nähe von Enna befand (Schlacht von Capo d’Orlando vom 4. Juli 1299).
Die Entscheidung Karls II., Philipp nach Sizilien zu schicken, erregte die Proteste von Papst Bonifatius VIII. und der Kardinäle Gerardo di Parma und Matteo Rosso Orsini. Trotz aller Warnungen begab sich Philipp im Herbst 1299 nach Sizilien. Auf hoher See änderte er jedoch die Pläne, indem er beschloss, in Trapani zu landen. Der Fehler, die angevinischen Truppen zu teilen, erlaubte Friedrich III. zum Gegenangriff überzugehen, indem er die beiden Armeen getrennt angriff. Der aragonesische Herrscher führte seine Truppen nach Trapani, wo er mit Philipps Kontingent in der Ebene Falconara (dem heutigen Birgi) zusammenstieß (Schlacht von Falconara). Durch die zahlenmäßige Überlegenheit der Aragonesen und einige taktische Fehler Philipps siegte Friedrich III. am 1. Dezember 1299 über die Anjou-Truppen. Philipp und viele Anjou Würdenträger wurden gefangen genommen und in Cefalù und später in Butera in der Nähe von Casteltermini inhaftiert. Mit dem Friedensvertrag von Caltabellotta vom 31. August 1302 wurde Philipp frei gelassen und kehrte am 16. Oktober nach Neapel zurück.
Unmittelbar nach seiner Rückkehr aus der Gefangenschaft erhielt Philipp das Fürstentum Tarent zurück, das Karl II. in der Zwischenzeit von einem Vikar verwalten ließ. Mit der zweiten Investitur von 1304 erhielt Philipp das Fürstentum Tarent erweitert. Zum Fürstentum gehörten Terra d’Otranto, Terra di Bari und Capitanata. Außerdem erhielt Philipp die hohe Strafgerichtsbarkeit seines Lehens.

### Balkanexpeditionen
In den folgenden Jahren ging Philipp wieder offensiv gegen Byzanz vor und eroberte 1304 das 1292 an die Serben verlorene Durazzo zurück. Auch versuchte er seine Position in Achaia und Epirus zu stärken, wo der Despot Nikephoros I. bereits zwischen 1296 und 1298 verstorben war.
Im April 1304 forderten angevinische Gesandte  von der Witwe Nikephoros, Anna Palaiologina Kantakouzini, die Hälfte des Despotates, wie es im Ehevertrag vom Juli 1294 vorgesehen war. Anna akzeptierte diese Forderung allerdings nicht, weil sie ihrem Sohn Thomas die Herrschaft über Epirus zusichern wollte. Darüber hinaus hatte die angiovinische katholische Religionspolitik Unmut unter den Epiroten erregt, denn entgegen den Vereinbarungen, die den Griechen Religionsfreiheit garantierte, tolerierten Philipps Beauftragte in den zum Fürsten gehörenden Gebieten die orthodoxe Religion nicht. Karl II. antwortete mit Krieg.
Im Juni 1304 fiel Philipp von Savoyen, seit 1301 Fürst von Achaia (ital. Acaia), in Epirus ein. Nach einem anfänglichen Erfolg überzeugte ihn Anna Palaiologina Kantakouzini durch Bestechung, sich nach Achaia zurückzuziehen. Als der Verrat Philipps von Savoyen (Mann von Isabelle de Villehardouin, der Tochter von Wilhelm II. von Villehardouin; siehe: Abkommen von Viterbo) in Neapel am 6. Oktober bekannt wurde, gewährte Karl seinem Sohn die direkte Herrschaft über Achaia. 1306 wurden Philipp und Isabelle nach Neapel gerufen, wo Philipp angeklagt wurde, sich nicht ausreichend an dem Feldzug Karls gegen das Despotat Epirus beteiligt zu haben; seiner Frau Isabelle de Villehardouin wiederum wurde vorgeworfen, für ihre dritte Ehe nicht die erforderliche Zustimmung Karls eingeholt zu haben, wie es im Abkommen von Viterbo festgelegt worden war. Am 5. Juni 1306 wurde das Paar, die Fürsten von Achaia, offiziell von Karl II. abgesetzt.
Philipp I. von Tarent hatte zu Beginn der Ereignisse von 1304 nicht persönlich teilgenommen, da er sich in Katalonien befand. Ab dem Herbst 1304 leitete er persönlich die Vorbereitungen für die Epiruskampagne. Sein Vater versprach ihm eine Finanzierung von 6000 Unzen und am 7. Oktober ernannte er ihn zum Kapitän-General der Provinzen Capitanata, Terra di Bari und Terra d’Otranto, damit er über die Ressourcen ganz Apuliens verfügen konnte. Doch die finanziellen Schwierigkeiten erwiesen sich als unüberwindlich, sodass Philipp am 8. Juni 1305 mit den Botschaftern der Despina eine Vereinbarung traf, in der dem Haus Epirus unter anderem die Hälfte des Despotats versprochen wurde, die ursprünglich – nach dem Ehevertrag vom Juli 1294 – an Philipp fallen sollten. Der Vertrag trat nie in Kraft, weil Philipp und Karl II. zur Eroberung von Epirus am 18. Oktober 1305 eine Allianz mit Giovanni II. Orsini, Pfalzgraf von Kefalonia, schlossen.
Zu Beginn des Jahres 1306 wurden zur Finanzierung des Unternehmens Vorbereitungen getroffen. Filippo verpfändete die Jahreseinnahmen von Nafpaktos für  31000 Hyperpyron und verkaufte mit Zustimmung seines Vaters einen Teil seiner Lehen für 16000 Unzen. Anfang Juni 1306 lief Philipp mit einer Flotte von 24 Galeeren, 4000 Rittern und 6000 Infanteristen von Apulien aus. Philipp wollte mit dieser Expedition auf der einen Seite seine Herrschaft über Achaia stärken, auf die Philipp von Savoyen trotz der Absetzung immer noch Anspruch erhob und auf der anderen Seite plante Philipp mit seiner Armee, der Unterstützung des französischen Adels von Morea und den Truppen Giovanni Orsinis, Epirus anzugreifen. In Achaia fand Philipp eine allgemeine Anerkennung. Nach einem kurzen Feldzug in byzantinischem Gebiet mit der Eroberung der Burg von Tripotamo fiel er in Epirus ein. Die Expedition endete jedoch mit einem totalen Misserfolg, da die angevinischen Truppen durch eine Ruhrepidemie dezimiert wurden. Somit war Philipp gezwungen mit der Despina einen Friedensvertrag zu schließen; konnte aber die Burgen von Nafpaktos und Anaktorio  und den albanischen Hafen Butrint, der inzwischen von epirotischen Truppen besetzt war, zurückerhalten.
Der Tod Karls II. am 5. Mai 1309 machte den Plan Philipps zunichte, erneut Krieg gegen Epirus zu führen. Als der neue König Robert von Anjou sich in die Kurie von Avignon begeben musste, ernannte dieser seinen Bruder, Philipp I. von Tarent, am 6. Juni 1309 zum Kapitän-General des Königreiches, so dass Philipp gezwungen war, den Feldzug von Romania bis zur Rückkehr des Königs zu verschieben. Ein weiteres Ereignis stieß die Pläne Philipps um. Kurz nach der Rückkehr Roberts ins Königreich wurden die Truppen des Herzogs von Athen, Walter V. von Brienne, in der Schlacht am Kephissos in Boiotien am 15. März 1311 vernichtend von der Katalanischen Kompanie geschlagen. König Robert berücksichtigte die neue Situation und schlug dem aragonesischen König von Sizilien, Friedrich III., vor, ihm die Insel Sizilien als Gegenleistung für die Herrschaft über das Fürstentum Achaia und die Überreste des Königreichs Albanien zu übergeben. Dieser akzeptierte jedoch die Vorschläge Robertos nicht.

### Philipps zweite Ehe

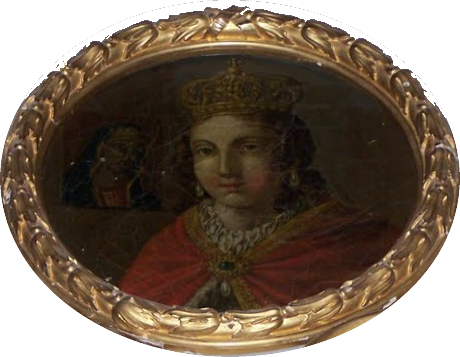
Porträt von Catherine de Valois-Courtenay; Kapelle der Madonna di Montevergine in Mercogliano

Im Herbst 1311 begab sich Philipp nach Vienne, um als Vertreter König Roberts an dem von Clemens V. dort einberufenen Konzil teilzunehmen. Philipps Hauptabsicht lag darin, auf dem Konzil die Erlaubnis zu erhalten, Catherine de Valois-Courtenay, Tochter von Karl I. von Valois und Catherine de Courtenay, Erbin des Lateinischen Kaiserreiches von Konstantinopel, heiraten zu dürfen, eine Ehe, die durch die Annullierung (1309) der vorherigen Ehe mit Thamar Angelina Komnene von Epirus, möglich gewesen wäre. Papst Clemens V. verweigerte die Ehedispenz allerdings wegen der vorangegangenen Verlobung Catherines mit Hugo V., dem Herzog von Burgund (1302). Unter dem Druck von Catherines Onkel, König Philipp von Frankreich, der ihren Verlobten Hugo für ungeeignet hielt, Konstantinopel zurückzuerobern, wurde die Auflösung der Verlobung am 30. September 1312 von Catherine verkündet. Gleichzeitig wurde ihre Absicht bekannt gegeben, den seit 1309 geschiedenen Fürsten Philipp von Tarent zu ehelichen, so dass der Papst am 27. Dezember 1312 die gewünschte Ehedispension gewährte.
Der König von Frankreich legte die Modalitäten des Ehevertrages fest. Am 6. Mai 1313 wurde eine Entschädigung von 55.000 Livres tournois für den Herzog von Burgund vorgesehen. Ludwig, der jüngere Bruder von Hugo, sollte Mathilde von Hennegau heiraten, die ebenfalls Ansprüche auf Achaia stellte, sodass Philipp den Eheleuten das Fürstentum Achaia übergeben sollte, für das sie ihm Huldigung zu leisten hatten. Philipp verpflichtete sich die Zustimmung seines Bruders zu erhalten, da er von ihm das Lehen Achaia erhalten hatte. Am 29. Juli 1313 wurde in Fontainebleau der endgültige Ehevertrag unterzeichnet: Im Falle Erben aus der Ehe Philipp mit Catherine hervorgehen sollten, sollte das Lateinische Kaiserreich beim Tod der Eltern an diese fallen. Sollte die Ehe kinderlos bleiben und Catherine vor Philipp sterben, sollte die Hälfte des Reiches an Philipp und die andere Hälfte an seinen ältesten Sohn Karl und dessen Braut Jeanne de Valois gehen. Aber diese sollten ihren Anteil am Reich als Lehen von Philipp erhalten, der als einziger den kaiserlichen Titel tragen sollte. Für den Fall, dass die Ehe Karls von Tarent ohne Erben bleiben sollte, sollten alle Rechte auf den Thron von Konstantinopel an das Haus Valois zurückfallen. Philipp versprach seinerseits Caterina als Wittum die Grafschaft Acerra und einen Jahresertrag von 1200 Goldunzen.
Noch am selben Tag des Heiratsabkommens (29. Juli 1313) heirateten in einer Doppelhochzeit Philipp I. von Tarent und Catherine de Valois-Courtenay und Ludwig von Burgund und Mathilde von Hennegau. Letztere wurden von Philipp von Tarent mit dem Fürstentum Achaia belehnt. Somit ist es Philipp gelungen, zu allen seinen Titeln auch den des Kaisers von Konstantinopel (als Philipp II.) hinzuzufügen – ein inhaltsloser Titel wie der des Despoten von Romania, da er mit keiner wirklichen Macht verbunden war. Vorläufig gab es für Philipp keine Möglichkeit, seine Ansprüche militärisch durchzusetzen und die darauffolgenden Jahre waren für andere Aufgaben vorbehalten.

### Konflikt zwischen Guelfen und Ghibellinen
Kurz nachdem Philipp nach Süditalien zurückgekehrt war, nahm er 1314 an der gescheiterten Invasion Siziliens unter seinem Bruder Robert teil, der seinen jüngeren Bruder Pietro, Graf von Eboli, im Sommer 1314 als Anführer der Guelfen gegen die kaisertreuen Ghibellinen von Pisa unter dem Condottiere Uguccione della Faggiola sandte. Da die Operation des Grafen von Eboli erfolglos verlief, verlangte Florenz von König Robert, Philipp als Kapitän der guelfischen Söldnertruppen in die Toskana zu schicken. In der Schlacht bei Montecatini am 29. August 1315 erlitt Philipp eine vernichtende Niederlage, in der sein Sohn Karl und sein Bruder Pietro Tempesta fielen.
Philipp unternahm sporadische Versuche, Konstantinopel zu erobern, ohne jedoch Erfolg zu haben. Während diese Bemühungen noch im Gang waren, begab sich Philipp zusammen mit seinen Brüdern, König Robert und Johann, Graf von Gravina im Juli 1318 nach Genua, um die Stadt von einer Belagerung der Ghibellinen zu befreien. Nach diesem erfolgreichen Unternehmen, das Robert für zehn Jahre die Herrschaft der Stadt gewährte, begaben sich die drei Brüder im Frühjahr 1319 nach Avignon in die päpstliche Kurie, wo Philipp bis zum Sommer 1320 blieb.

### Streit um das Fürstentum Achaia
Nach dem Tod Ludwigs von Burgund (2. August 1316) beanspruchte sein Bruder, Herzog Odo IV. von Burgund, das Fürstentum Achaia für sich selbst, da im Vertrag von 1313 festgelegt worden war, dass es in Abwesenheit von Erben im Haus Burgund bleiben sollte. Die Witwe Ludwigs, Mathilde von Hennegau, die eine lebenslange Nutznießung erhalten hatte, wollte ihre Ansprüche auf Achaia nicht aufgeben, da sie sich als Tochter von Isabella von Villehardouin als legitime Erbin des Fürstentums betrachtete. Auch Philipp I. von Tarent beanspruchte die Herrschaft des Fürstentums, da er nach Ludwigs Tod das Fürstentum als abgelaufenes Lehen betrachtete. Um die Verwirrung zu erhöhen, kam in diesem Streit König Robert von Anjou als oberster Feudalherr hinzu. Dieser ließ Mathilde kurz vor seiner Abreise nach Genua nach Neapel führen und zwang sie seinen Bruder Johann, Graf von Gravina, zu heiraten und ihm alle ihre Rechte an Achaia abzutreten. Jetzt sah sich Johann auch als Fürst von Acaia, so dass zwischen ihm und Philipp bald ein offener Konflikt entstand. Zur gleichen Zeit wurde der Despot von Epirus Thomas I. Komnenos Dukas Angelos, mit dem Philipp sich gerade versöhnt hatte, von seinem Neffen Nikolaos I. Orsini ermordet (1318), der dann die Macht im Epirus übernahm und sich fest mit Byzanz verbündete.
Am 19. April 1319 übertrug Philipp seinem zweiten Sohn Philip, Sohn von Thamar, das Despotat Epirus. Was Achaia anbetraf, versuchte Phillipp mit Herzog Odo IV. von Burgund eine Vereinbarung zu treffen und begab sich im Sommer 1320 persönlich nach Nordfrankreich. Allerdings trat Herzog Odo am 14. April 1321 seine Rechte von Achaia für 40000 Livres tournois an den Grafen Ludwig von Clermont ab. Philipp einigte sich am 19. April 1321 mit dem Herzog von Clermont, der nicht die Absicht hatte, seine Rechte auf Achaia geltend zu machen, so dass Achaia an das Fürstentum Tarent ging.
Am 5. Januar 1322 gelang es König Robert, zwei seiner Brüder zu einem Kompromiss zu führen und belehnte Philipp I. von Anjou mit Achaia, der wiederum seinen jüngeren Bruder Johann damit belehnte. Im Frühjahr 1322 organisierten die Brüder (Philipp und Johann) zusammen mit Johanns Sohn, Robert, eine Expedition nach Albanien, um Durazzo zurückzuerobern, das 1318 wieder in serbische Hände gefallen war und ab 1320 praktisch autonom war. Nachdem dieses Ziel erreicht war, hörte die Harmonie zwischen den Brüdern abrupt auf, so dass ab Herbst 1322 jeder auf eigene Faust begann, eine Kampagne in Griechenland zu organisieren. Erst im Mai 1323 unter Androhung eines unmittelbar bevorstehenden Angriffs auf Korfu vonseiten des Despots von Epirus beschlossen die Brüder wieder, ihr Vorgehen gemeinsam zu koordinieren und unterzeichneten am 19. Mai eine Vereinbarung über eine Expedition nach Epirus, Achaia bis zum Golf von Korinth.

### Die letzten Jahre
Im Januar 1325 lief Johann, Kommandant des Unternehmens, mit 25 Galeeren in Richtung Morea aus; die Expedition endete allerdings mit einem Desaster. Mitte 1326 begann Philipp eine neue Intervention auf dem Balkan zu organisieren und versuchte die Unterstützung des Hauses Aragon, die sich in der Zwischenzeit im Herzogtum Athen niedergelassen hatte, um für seine Zwecke die Katalanische Kompanie nutzen zu können.
Nach der Weigerung König Friedrichs III. von Sizilien, mit dem Haus Anjou-Tarent eheliche Beziehungen einzugehen, schlug Philipp Ende des Jahres König Jakob II., König von Aragonien und Bruder Friedrichs, eine Doppelhochzeit vor. Der Sohn Philipps I. von Anjou, Philipp, Sohn von Thamar, sollte Violante von Aragón, die Tochter Jakobs und Blanka von Anjou sollte Raimund Berengar, Sohn von Jakob, heiraten. Die Verhandlungen wurden erfolgreich zu Ende gebracht, so dass Papst Johannes XXII.am 14. Oktober 1327 die erforderlichen Ehedispenzen erteilte. Die Doppelhochzeit wurde im Sommer des folgenden Jahres gefeiert. Die Hoffnung Philipps, die Katalanische Kompanie zu einer Zusammenarbeit zu bewegen, konnte allerdings nicht realisiert werden.

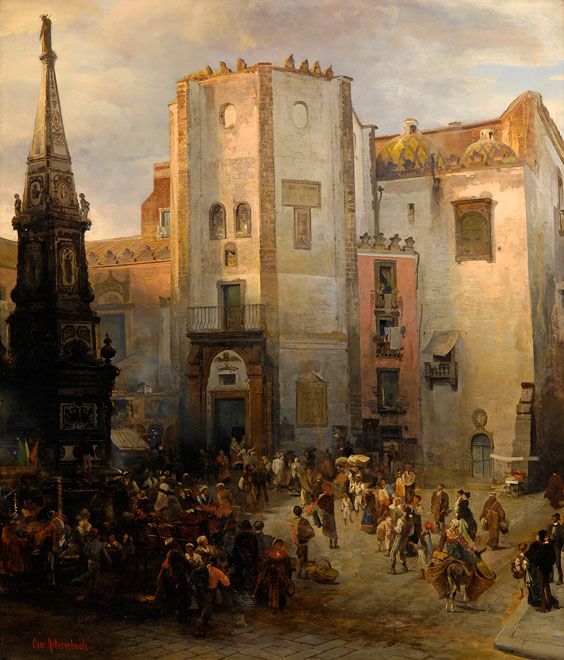
Oswald Achenbach: Basilika San Domenico Maggiore und Piazza San Domenico Maggiore in Neapel, 19./20. Jahrhundert

Während Philipp I. im Januar 1327 mit den Aragoniern verhandelte, begann sein Sohn Philipp mit seinen Vorbereitungen für eine Expedition nach Epirus, die sich durch einen Angriff der Epiroten auf Korfu und Nafpaktos in die Länge zogen. Der Tod des jungen Philipps im Mai 1330 vereitelte jedoch jedes Unternehmen.
Im August 1331 traf Philipp I. von Anjou eine Vereinbarung mit Walter von Brienne, dem Titularherzog von Athen, wobei sich dieser dazu verpflichtete, im Herbst 1331 in Epirus einzumarschieren, während Philipp das Unternehmen finanzieren sollte. Zwei Drittel der Eroberungen sollten an Philipp und der Rest an den Herzog gehen. Die Kampagne fand tatsächlich statt und Walter erzielte auch einige Erfolge: Im Herbst 1331 wurde Arta erobert und Giovanni II. Orsini, Pfalzgraf von Kefalonia, der sich dort als Despot etabliert hatte, zum Vasalleneid auf Philipp gezwungen. Die Versuche, Athen und Böotien zurückzuerobern wurden jedoch von einer venezianischen Allianz mit den Katalanen und deren Weigerung, sich zur Schlacht zu stellen, vereitelt.
Mit Philipps Tod am 24. Dezember 1331 endeten die letzten Versuche, die lateinische Kaiserwürde in Konstantinopel wieder zu errichten. Er wurde in der Basilika San Domenico Maggiore in Neapel beigesetzt.

## Nachfahren
Kinder, die aus der Ehe mit Thamar Angelina Komnene hervorgingen (die Ehe wurde 1309 annulliert):
- Karl (* 1296; † 29. August 1315), Vikar von Romania, fiel in der Schlacht bei Montecatini
- Philipp (* 1297; † 17. Mai 1330), ab 19. April 1319 Titulardespot von Epirus[1] ⚭ 1328 Violante von Aragón (* 1310; † nach 19. Juli 1353), Tochter von Jakob II. von Aragón[13]
- Johanna (* 1297; † 1323) ⚭ 1. mit König Oschin von Armenien (* 1282; † 1320); ⚭ 2. mit Oschin von Korykos († 1329), Regent von Kleinarmenien
- Margarete (* 1298; † 1340) ⚭ Dezember 1325 mit Walter VI. von Brienne († 1356), Herzog von Argos und Nauplia, Graf von Lecce
- Blanka (* 1309; † 1337) ⚭ 1328 Raimund Berengar (* 1308; † 1366), Graf von Empúries (Ampurias) und von Prades aus dem Haus Barcelona[13]
  - Johann I. (* 1338; † 1398), Graf von Empúries, 1. ⚭ 1364 Blanka von Sizilien († 1372), Tochter von König Peter II. von Sizilien, 2. ⚭ 1373 Johanna (Juana) von Aragón (* 1344 † 1385), Tochter von König Peter IV. von Aragón[13]
  - Johanna (* 1330; † 1395), ⚭ 1346 Fernando Manuel, Herr von Villena (* 1332; † 1350/1355), Sohn des Herzogs Juan Manuel von Villena[13]
  - Blanka (* 1334; † ?), ⚭ Hugo Folc II. Graf von Cardona (* 1330; † 1400), aus dem Haus Folch de Cardona[13]
- Maria (* ?; † 1368), Äbtissin des Klosters San Benedetto in Conversano

Kinder aus seiner Ehe mit Catherine de Valois-Courtenay waren:
- Robert (* um 1318; † 10. September 1364), Fürst von Tarent und Titularkaiser von Konstantinopel; starb, ohne Erben zu hinterlassen
- Ludwig (* 1320, † 26. Mai 1362), Fürst von Tarent, König von Neapel ⚭ 1348 mit seiner Cousine Königin Johanna I. von Neapel
- Margarete (um 1325; † 1380); 1. ⚭ 1344 mit Edward Balliol († 1364), Ex-König von Schottland (Haus Balliol); 2. ⚭ 1352 mit François des Baux (Francesco del Balzo; † 1422), Graf von Montescaglioso und Avellino
  - Jacques des Baux (Sohn aus der zweiten Ehe), Fürst von Tarent und Achaia, sowie Titularkaiser von Konstantinopel.
- Maria (* 1327; † starb jung)
- Philipp II. (* 1329; † 25. November 1374), Fürst von Tarent und Achaia